# 1er régiment de gardes d'honneur
Pour un article plus général, voir Gardes d'honneur français (1813-1814).
Le 1er régiment de gardes d'honneur est un régiment de cavalerie légère appartenant au corps des gardes d'honneur, corps levé par Sénatus-consulte promulgué le 3 avril 1813, admis dans la Garde le 29 juillet 1813 sans toutefois en faire organiquement partie et rattaché à la Cavalerie de la Garde impériale.